# Adansonia gregorii
Adansonia gregorii, conocido como boab, es un árbol perteneciente a la familia Malvaceae. 

## Distribución
El tronco grueso es una de sus características. Es originario de Australia, en la región de Kimberley de Australia Occidental, y al este en el Territorio del Norte. Es una especie que solo crece en Australia, mientras que el resto de especies son nativas de Madagascar (seis especies) y  África (una especie). El tronco grueso le da un aspecto similar al de una botella.

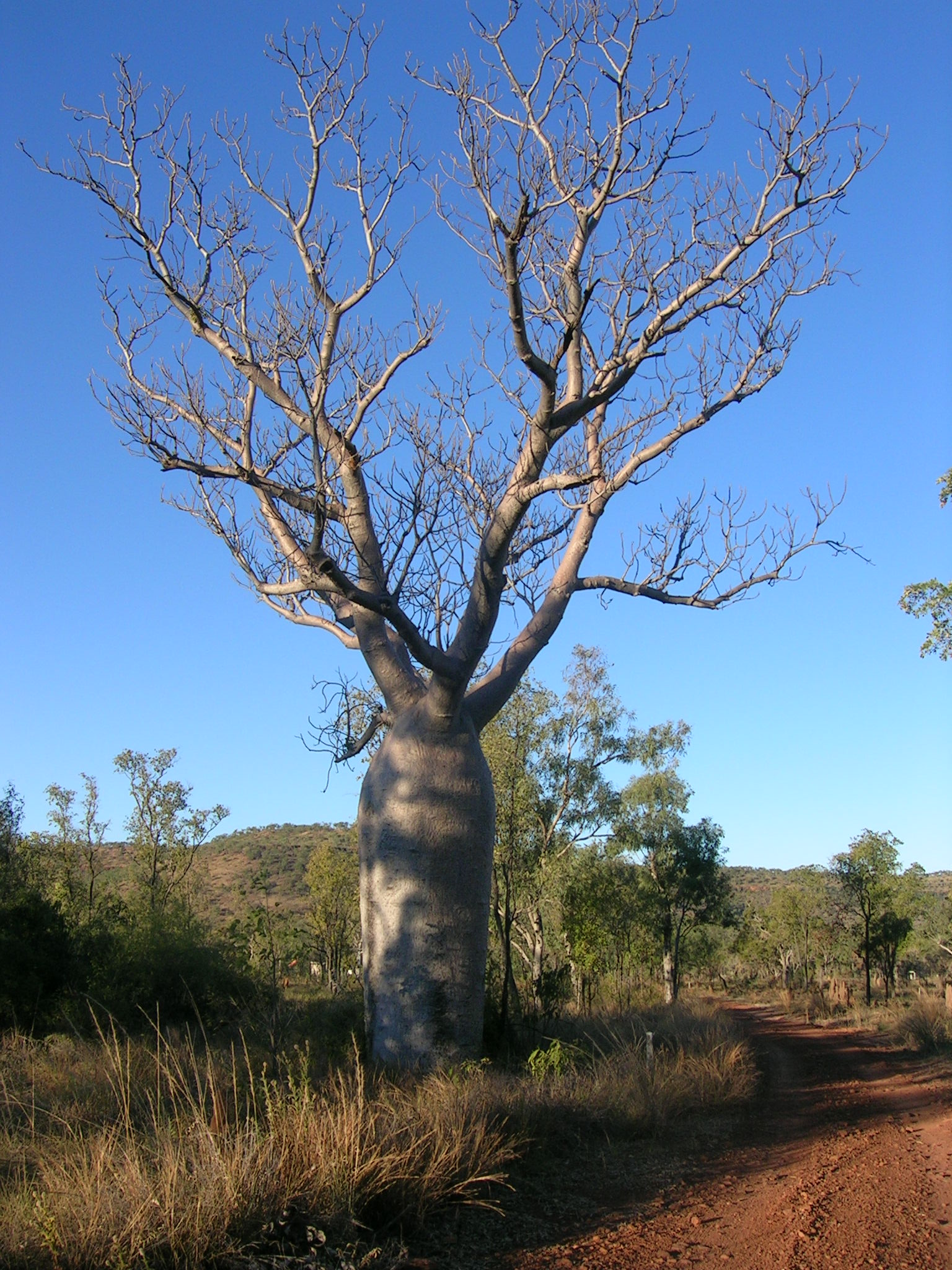
Un árbol boab en Timber Creek, Territorio del Norte, Australia.

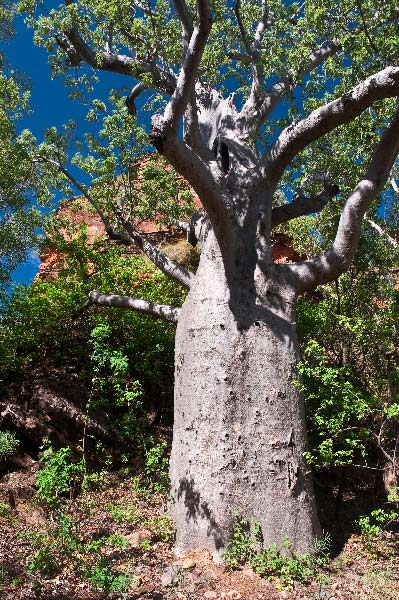
Árbol de Boab cerca de Kununurra WA

## Descripción
Es un árbol caducifolio de tamaño mediano, por lo general crece a una altura de 9 a 10 metros. La base del tronco puede ser muy grande; troncos con un diámetro de más de cinco metros se han registrado.  Pierde sus hojas durante el período seco del invierno y  produce las hojas nuevas y grandes flores blancas en primavera.

## Hábitat
Crece en afloramientos rocosos, lechos de ríos y llanuras inundables del noroeste de Australia. Raramente supera los diez metros de altura y la copa es irregular. Desarrolla las hojas entre noviembre y marzo. Los australianos lo llaman árbol de la rata muerta o árbol botella.

## Taxonomía
Adansonia gregorii fue descrita por  Ferdinand von Mueller y publicado en Hooker's Journal of Botany and Kew Garden Miscellany 9: 14. 1857.
Etimología
Adansonia: nombre científico que honra al sabio francés de origen escocés que describió por primera vez a éste árbol, Michel Adanson (1737-1806), y deriva directamente de su apellido.
gregorii: epíteto que fue nombrado en honor del explorador australiano Augustus Charles Gregory.
Sinonimia
- Adansonia gibbosa (A.Cunn.) Guymer ex D.A.Baum
- Adansonia gregorii f. globosa Ostenf.
- Adansonia rupestris Kent
- Adansonia stanburyana Hochr.
- Baobabus gregorii (F.Muell.) Kuntze
- Capparis gibbosa A.Cunn.[2]